# گل بهاری
گل بهاری (به ژاپنی: 彼岸花 Higanbana) فیلمی به کارگردانی یاسوجیرو ازو است که در سال ۱۹۵۸ اکران شد.

## بازیگران
- شین سابورای
- کینویو تاناکا
- یوشیکو کوگا
- چیشو ریو
- فوجیکو یاماموتو
- نوبوئو ناکامورا